# Dolichophis
Genre
Dolichophis est un genre de serpents de la famille des Colubridae.

## Répartition
Les quatre espèces de ce genre se rencontrent de l'Est de l'Europe du Sud jusqu'au Moyen-Orient.

## Description
Les espèces de ce genre peuvent mesurer jusqu'à plus de 200 cm et présentent de grands yeux aux pupilles rondes.

## Liste des espèces
Selon The Reptile Database (19 août 2015) :
- Dolichophis caspius (Gmelin, 1789)
- Dolichophis cypriensis (Schätti, 1985)
- Dolichophis jugularis (Linnaeus, 1758)
- Dolichophis schmidti (Nikolsky, 1909)

## Publication originale
- Gistel, 1868 : Die Lurche Europas. Ein Beitrag zur Lehre von der geographischen Verbreitung derselben.  Blick in das Leben der Natur und des Menschen. Ein Taschenbuch zur Verbreitung gemeinnütziger Kenntniss insebesondere des Natur-, Länder- und Völkerkunde, Künste und Gewerbe. Gb. Wartig, Leipzig, p. 144-167.